# Гребнехвостые сумчатые мыши
Гребнехвостые сумчатые мыши (Dasycercus) — род млекопитающих семейства хищных сумчатых.

## Виды и распространение
В роде гребнехвостых сумчатых мышей выделяют два вида:
- гребнехвостая сумчатая мышь (Dasycercus cristicauda). Обитает в центральных районах Австралии и в Южной Австралии.
- Dasycercus blythi. Обитает в Западной Австралии.

Гребнехвостые сумчатые мыши родственны тасманийским дьяволам и сумчатым куницам. Встречается в австралийских пустынях и зарослях спинифекса. В XIX—XX веков также встречались в западных районах штата Новый Южный Уэльс.

## Внешний вид
Гребенчатые сумчатые мыши имеют небольшие размеры. Длина тела варьируется от 125 до 220 мм, а длина хвоста — 75—125 мм. Вес — 60—170 г. Похожи на мышей. Покрыты мягким и густым покровом. Спина обычно серого или красновато-бурого цвета, а брюхо — белого или слегка желтоватого. Уши короткие. Проксимальная часть хвоста утолщена (примерно две трети хвоста): здесь находятся жировые отложения. Верхняя часть хвоста образует гребень.

## Образ жизни
Ведут, как правило, ночной образ жизни, хотя иногда проявляют активность и днём. Селятся в небольших норах. Дневной рацион составляют насекомые и мелкие позвоночные, в том числе змеи и ящерицы. Являются наземными животными, хотя могут и лазить по деревьям. Хорошо приспособлены к сильным колебаниям температур. Могут жить без питья и поедания суккулентов, так как получают необходимый запас воды из еды.

## Размножение
Размножаются обычно с июня по сентябрь, принося приплод в 6—7 детёнышей, которые остаются при матери не меньше месяца (обычно три—четыре месяца). Половая зрелость наступает на 10—11 месяце жизни. В отличие от крупных сумчатых сумка у гребенчатых сумчатых мышей отсутствует. Однако имеется кольцевая складка кожи. Количество сосков обычно составляет 6—8 штук (очень редко 4).